# 寬頭真亮羽水蚤
寬頭真亮羽水蚤（学名：Euaugaptilus laticeps）为亮羽水蚤科真亮羽水蚤屬下的一个种。